# بیدخش
بیدخش  واژه‌ای اوستایی به معنای وزیر یا صدراعظم است . در بعضی از منابع ایران باستان از این واژه به عنوان لقب جاماسب (وزیر گشتاسپ ) نام برده شده. در منابع دیگر جاماسب با القابی همچون فرزانه، حکیم و عالم نیز خطاب و ستوده شده است. جاماسب بیدخش به همراه برادرش فرشوشتر از اولین ایمان آورندگان به زرتشت بودند. بهرام بیضایی نمایشنامه‌ای به نام «کارنامه‌ی بُندارِ بیدَخش» دارد.